# Picloram
Picloram ou tordon é um herbicida, caracterizado pela odor de cloro e pela solubilidade em compostos polares. É um sólido branco, encontrado no mercado como sal amínico ou potássico.

## Toxicidade
Nos mamíferos é pouco tóxico, tem DL50 de 8000 mg/kg em ratos e meia vida de cerca de doze horas, sendo absorvido pelo trato gastrointestinal.